# Xanadu Records
Xanadu Records is een Amerikaans platenlabel voor jazz, opgericht door Don Schlitten. Het richt zich voornamelijk op bebop.
In de jaren zeventig en tachtig nam het albums op van onder meer Dexter Gordon, Art Pepper, Red Garland, Sonny Criss, Tal Farlow, Paul Chambers, Kenny Drew en Jim Raney. Ook bracht het onder de naam 'Gold Series' 'klassieke' opnames opnieuw uit, van bijvoorbeeld Shorty Rogers, Bud Powell, Earl Hines, Billie Holiday, Roy Eldridge, Coleman Hawkins, Clifford Brown en Art Tatum. In de jaren negentig nam het niet langer nieuwe muziek op en in 1999 werd het label verkocht aan eMusic. In 2007 werd het gekocht door The Orchard, die het label, met een flinke back-catalogue, nieuw leven inblies en met nieuwe (bebop-)opnames kwam, zoals van Peter Bernstein.